# Iriartella setigera
El mabe o cola de pava (Iriartella setigera) es una especie perteneciente a la familia de las palmeras (Arecaceae). Es originaria de Sudamérica.

## Distribución y hábitat
Es una palma solitaria o con pocos tallos, que crece en la selva tropical, cerca de las quebradas de aguas negras de la Amazonia noroccidental, en el suroriente de Colombia y sur de Venezuela.

## Descripción
Los troncos tienen hasta 5 m de altura y un diámetro de 1,5 a 4 cm. Cuatro a ocho hojas péndulas hacia los lados forman una corona, cada uno de sus raquis mide 20 a 80 cm de largo con 2 a 8 pinnas rómbicas a cada lado que miden 10 a 35 cm de largo por 5 a 10 cm de ancho. La inflorescencia presenta hasta 20 raquilas. Los frutos son de color anaranjado y se obscurecen al madurar, miden 1,5 por 1 cm.

## Usos
Los nativos usan los troncos para fabricar cerbatanas. Las hojas maceradas se aplican al cabello para matar los piojos.

## Taxonomía
Iriartella setigera fue descrito por (Mart.) H.Wendl. y publicado en Bonplandia 8: 104. 1860.
Etimología
Iriartella: nombre genérico que combina el nombre del género Iriartea con el sufijo diminutivo -ella = "pequeño", significando "pequeña Iriartea".
setigera: epíteto del latín que significa "con cerdas, pelos rígidos".
Sinonimia
- Iriartea setigera Mart. (1824).
- Iriartea pruriens Spruce (1869).
- Iriartea spruceana Barb.Rodr. (1875).
- Cuatrecasea vaupesana Dugand (1940).
- Cuatrecasea spruceana (Barb.Rodr.) Dugand (1943).[8]